# Nigar Marf
Nigar Marf   (Iraq, 1972) és una infermera iraquiana, cap de la unitat de cremats en un hospital de Silêmanî, al Kurdistan.
Té més de dues dècades d'experiència amb cremats, tant en cures intensives com en l'ala pediàtrica. També ha tractat moltes dones que volen immolar-se calant-se foc; una pràctica encara comuna al país. Les seves pacients busquen suïcidar-se després de patir violència domèstica, amb quadres clínics tant d'abusos psicològics com físics.
Pel compromís adquirit amb les supervivents i per alçar la veu contra la creixent violència masclista a l'Iraq, la cadena britànica BBC va incloure Marf en la llista 100 Women de 2022 de les dones més inspiradores i influents del món en aquell any. La infermera va ser felicitada per la Primera Dama de l'Iraq, Shanaz Ibrahim Ahmed, qui va agrair també a la BBC per reconèixer la vàlua de les dones kurdes.